# Tündéri keresztszülők – Tündéribbek, mint valaha
A Tündéri keresztszülők – Tündéribbek, mint valaha (eredeti címen:The Fairly OddParents: Fairly Odder) 2022-ben vetített amerikai vegyes technikájú szitkom, amelyet Christopher J. Nowak alkotott. A 2001 és 2017 között vetített Tündéri keresztszülők című animációs sorozat alapján készült élőszereplős változata. A főbb szerepekben Audrey Grace Marshall, Tyler Wladis, Ryan-James Hatanaka, Laura Bell Bundy és Imogen Cohen látható.
A sorozatot Amerikában 2022. március 31-én a Paramount+, míg Magyarországon a Nickelodeon 2022. szeptember 5-én, majd a TeenNick mutatta be 2023. január 30-án.

## Cselekmény
A műsor az eredeti sorozat eseményei után játszódik. A főszerepben Viv Turner (Timmy Turner unokatestvére) és új mostohaöccse, Roy Raskin állnak, akik megkapják Cosmót és Wandát Timmy-től. Az epizódok az ő kalandjaikat mutatják be.

## Szereplők

### Főszereplők
| Szereplő            | Színész               | Magyar hang            |
| ------------------- | --------------------- | ---------------------- |
| Vivian "Viv" Turner | Audrey Grace Marshall | Csikos Léda            |
| Roy Raskin          | Tyler Wladis          | Peregovics Dániel      |
| Ty Turner           | Ryan-James Hatanaka   | Horváth-Töreki Gergely |
| Rachel Raskin       | Laura Bell Bundy      | Csondor Kata           |
| Zina Zacarias       | Imogen Cohen          | Hegedűs Johanna        |
| Szereplő            | Eredeti hang          | Magyar hang            |
| Wanda Fairywinkle   | Susanne Blakeslee     | Náray Erika            |
| Cosmo Cosma         | Daran Norris          | Markovics Tamás        |

### Mellékszereplők
| Szereplő            | Színész          | Magyar hang      |
| ------------------- | ---------------- | ---------------- |
| Dustan Lumberlake   | Garrett Clayton  | Bergendi Áron    |
| Vicky               | Mary Kate Wiles  | Laudon Andrea    |
| Denzel Crocker      | Carlos Alazraqui | Fekete Zoltán    |
| Timmy Turner        | Caleb Pierce     | Stukovszky Tamás |
| Szereplő            | Eredeti hang     | Magyar hang      |
| Jorgen Von Strangle | Daran Norris     | Megyeri János    |

### Magyar változat
- Felolvasó: Schmidt Andrea
- Magyar szöveg: Borsos Dávid
- Dalszöveg: Janicsák István
- Felvevő hangmérnök: Darvas Bence
- Hangmérnök és vágó: Hegyessy Ákos
- Gyártásvezető: Molnár Magdolna
- Zenei rendező: Sárközi Anita
- Szinkronrendező: Gaál Erika
- Produkciós vezető: Legény Judit

A szinkront a Labor Film stúdió készítette.

## Epizódok
| #   | Eredeti cím                     | Magyar cím                      | Rendezte              | Írta                 | Eredeti premier   | Magyar premier       | Magyar premier    | Gyártási kód |
| #   | Eredeti cím                     | Magyar cím                      | Rendezte              | Írta                 | Eredeti premier   | Nickelodeon          | TeenNick          | Gyártási kód |
| --- | ------------------------------- | ------------------------------- | --------------------- | -------------------- | ----------------- | -------------------- | ----------------- | ------------ |
| 1.  | Cake, Dance, & Solid Gold Pants | Torta, tánc és színarany nadrág | Mike Caron            | Christopher J. Nowak | 2022. március 31. | 2022. szeptember 5.  | 2023. január 30.  | 101          |
| 2.  | The Forbidden Phrase            | A tiltott szólam                | Evelyn Belasco        | Samantha Martin      | 2022. március 31. | 2022. szeptember 7.  | 2023. február 1.  | 103          |
| 3.  | King Roydas                     | Roy-dász király                 | Adam Weissman         | Christopher J. Nowak | 2022. március 31. | 2022. szeptember 9.  | 2023. február 3.  | 105          |
| 4.  | Vicky's Best Friend             | Vicky legjobb barátja           | Adam Weissman         | Angela Yarbrough     | 2022. március 31. | 2022. szeptember 8.  | 2023. február 2.  | 104          |
| 5.  | Cheater Cheater Cookie Eater    | Csaló cserkészek                | Adam Weissman         | Mariah Smith         | 2022. március 31. | 2022. szeptember 12. | 2023. február 6.  | 106          |
| 6.  | The Most Popular Person         | A trón                          | Evelyn Belasco        | Sam Becker           | 2022. március 31. | 2022. szeptember 6.  | 2023. január 31.  | 102          |
| 7.  | The Show Off                    | A sorozatpárbaj                 | Adam Weissman         | Jenna Martin         | 2022. március 31. | 2022. szeptember 14. | 2023. február 8.  | 108          |
| 8.  | Back to the Scooter             | Vissza a motorra                | Adam Weissman         | Samantha Martin      | 2022. március 31. | 2022. szeptember 15. | 2023. február 9.  | 109          |
| 9.  | Codzillard!                     | Pontyzilla                      | Evelyn Belasco        | Sam Becker           | 2022. március 31. | 2022. szeptember 16. | 2023. február 10. | 110          |
| 10. | Roynocchio                      | Roy-nokkió                      | Leonard R. Garner Jr. | Angela Yarbrough     | 2022. március 31. | 2022. szeptember 19. | 2023. február 13. | 111          |
| 11. | Da Wish App                     | A kívánság app                  | Elvira Ibragimova     | Nick Dossman         | 2022. március 31. | 2022. szeptember 13. | 2023. február 7.  | 107          |
| 12. | Fairies Away!                   | Távozz, tündér!                 | Leonard R. Garner Jr. | Samantha Martin      | 2022. március 31. | 2022. szeptember 20. | 2023. február 14. | 112          |
| 13. | Fairies Away!                   | Távozz, tündér!                 | Mike Caron            | Sam Becker           | 2022. március 31. | 2022. szeptember 21. | 2023. február 15. | 113          |

## A sorozat készítése
A sorozatot 2021 februárjában jelentették be. Butch Hartman és Fred Seibert visszatértek mint producerek, a vezető producer pedig Christopher J. Nowak. A munkálatok 2021 júliusában kezdődtek meg. Az animáció a tijuanai Boxel Stúdióban készült.